# PSO J318.5-22
PSO J318.5-22 és un objecte extrasolar
, probablement un planeta interestel·lar, que no sembla que orbiti cap estrella. És a uns vuitanta anys llum de distància i pertany al Grup mòbil Beta Pictoris d'estrelles. L'objecte va ser descobert el 2013 en imatges preses pel telescopi de gran camp Pan-STARRS PS1. S'ha estimat l'edat de l'objecte en 12 milions d'anys, la mateixa que el grup Beta Pictoris.
Un dels caps de l'estudi, el Dr. Michael Liu de l'Institut per l'Astronomia de la Universitat de Hawaii va declarar «Mai s'havia vist un objecte flotant lliurement en l'espai que s'assembli a això. Té totes les característiques dels planetes petits que es troben al voltant d'altres estrelles, però està a la deriva per allà tot sol».

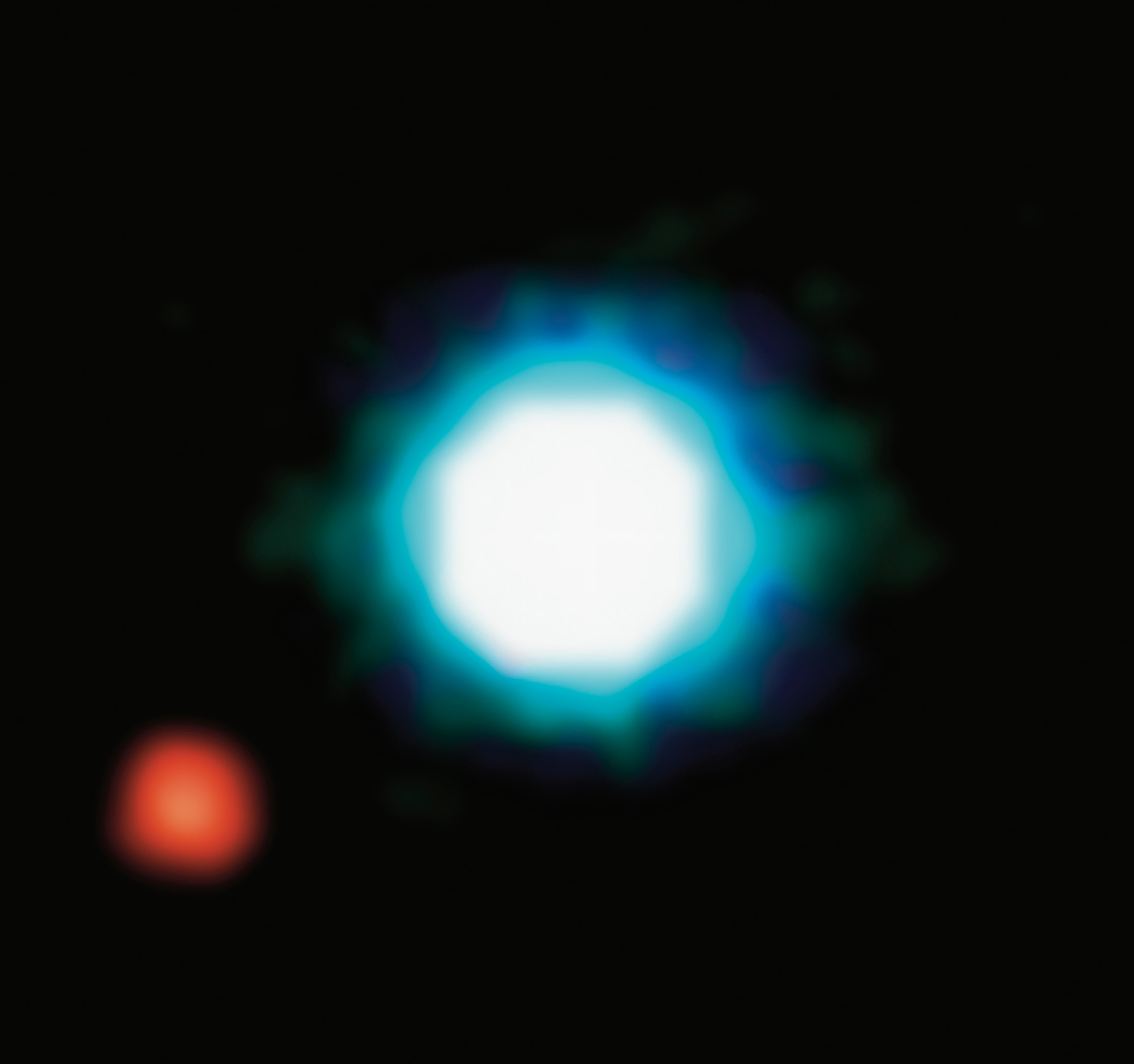
Imatge composta directa del sistema planetari format per la nana marró 2M1207, en blau, i l'exoplaneta 2M1207 b. PSO J318.5-22 té característiques molt similars a 2M1207 b.

PSO J318.5-22 va ser descobert en la recerca de les estrelles fallides conegudes com a nanes marrons. A causa de les seves temperatures relativament baixes, les nanes marrons són molt febles i tenen colors molt vermells. Per superar aquestes dificultats, Liu i el seu equip han estat «minant» en les dades del telescopi PS1 (d'uns 4000 TB), que escaneja el cel cada nit amb una càmera prou sensible per a detectar els febles senyals de calor de les nanes marrons. PSO J318.5-22 es va destacar com una cosa estranya, més vermella que fins i tot les nanes marrons més vermelles conegudes.
L'equip va seguir el descobriment del PS1 amb diversos telescopis al cim del Mauna Kea a l'illa de Hawaii. Les imatges de l'espectre infraroig preses amb l'Infrared Telescope Facility de la NASA i el Gemini North Telescope van mostrar que PSO J318.5-22 no era una nana marró, basant-se en detalls de la seva llum infraroja que s'expliquen per la seva joventut i baixa massa.
L'equip va mesurar la distància de PSO J318.5-22 envers la Terra monitorant regularment la seva posició durant més de dos anys amb el Canada-France-Hawaii Telescope.